# Susana (película)
Susana o Susana (Carne y demonio), es una película de drama mexicana de 1951 escrita y dirigida por Luis Buñuel y protagonizada por Fernando Soler y Rosita Quintana.

## Sinopsis
Susana se escapa del reformatorio en el que ha vivido durante quince años, y la tranquila hacienda de don Guadalupe a la que llega se ve alterada con su presencia. La joven irá seduciendo a todos los varones que se le acerquen: el capataz de la hacienda, el hijo del dueño y el propio don Guadalupe caerán en sus redes.

## Elenco
| Fernando Soler        | Don Guadalupe               |
| Rosita Quintana       | Susana                      |
| Víctor Manuel Mendoza | Jesús                       |
| María Gentil Arcos    | Felisa                      |
| Luis López Somoza     | Alberto                     |
| Matilde Palou         | Doña Carmen                 |
| Rafael Icardo         | Don Severiano (veterinario) |
| Enrique del Castillo  | Oficial del reformatorio    |

## Comentarios
Es una película basada en una novela de la escritor español Manuel Reachi. Tras el enorme éxito de su película Los olvidados, Buñuel volvió al cine comercial de encargo, y consiguió un buen éxito con esta cinta. La película llegó a Europa, y se benefició del prestigio que el director español había obtenido con su anterior película, pero la crítica se mostró perpleja (como ocurriría varias veces más adelante) ante estas producciones de Buñuel más tendientes al cine comercial. La cinta exhibe un erotismo algo subido de tono para su época, lo que supuso la clave de su éxito.[cita requerida]
Este filme ocupa el lugar 46 dentro de la lista de las 100 mejores películas del cine mexicano, según la opinión de 25 críticos y especialistas del cine en México, publicada por la revista Somos en julio de 1994.
El diseño de producción estuvo a cargo de Gunther Gerzso.[cita requerida]

## Análisis
Gilles Deleuze utiliza al personaje de Susana como ejemplo de Imagen-pulsión en el cine. Según este, ella lleva a cabo el agotamiento completo de un medio, madre, sirviente, hijo y padre. "Ella es deseo de desarticular un medio, de buscar un nuevo medio donde explorar, un nuevo medio para desarticular, contentándose tanto mejor con lo que este medio presenta, por bajo, repelente o repugnante que sea."
En el caso del final, añade que en el cine de Buñuel, el olvido interviene con frecuencia, ya que Susana termina como si para todos los personajes no hubiera pasado nada. El olvido viene a reforzar, por tanto, la impresión de sueño o de fantasía. No obstante, también cumple la función de indicar el fin de un ciclo, tras el cual todo puede volver a empezar (gracias al olvido).